# Frank Konrad

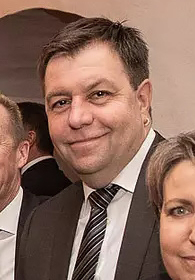
Konrad (2019)

Frank Konrad (* 9. Mai 1967 in Vaduz) ist ein liechtensteinischer Politiker (VU) und war von 2013 bis 2021 Abgeordneter im liechtensteinischen Landtag.

## Biografie
Konrad absolvierte eine Mechanikerlehre. Seit 1998 betreibt er mit der Friko Mechanik AG, als deren Geschäftsführer er fungiert, seine eigene mechanische Werkstätte in Vaduz. 2003 wurde er erstmals für die Vaterländische Union in den Vaduzer Gemeinderat gewählt. Bei den Gemeinderatswahlen  2007, 2011 und 2015 schaffte er jeweils die Wiederwahl. Ab 2011 war er VU-Fraktionssprecher im Vaduzer Gemeinderat. Im Februar 2013 wurde Konrad für seine Partei in den Landtag des Fürstentums Liechtenstein gewählt. Im April 2016 legte er sein Mandat im Vaduzer Gemeinderat nieder. Im Februar 2017 erfolgte seine Wiederwahl in den Landtag. Bei der nächsten Landtagswahl im Februar 2021 trat er nicht mehr an und schied damit aus dem Landtag aus.
Konrad ist verheiratet und hat eine Tochter.